# 정 유공
정 유공(鄭 幽公, ? ~ 기원전 423년, 재위 기원전 423년)은 중국 춘추 전국 시대 정나라의 제21대 임금이다. 휘는 이(已)다.
기원전 424년, 아버지 정 공공이 죽자 그 뒤를 이어 정나라 임금이 됐다. 정 유공 원년(기원전 423년), 한 무자의 침공을 받아 살해당했다.